# Бородін Максим Олександрович
Максим Олександрович Бородін (нар. 15 лютого 1973, Дніпропетровськ, нині Дніпро) — український поет. Один з засновників і редакторів дніпровського самвидав-альманаху своєчасної літератури «СТЫХ» (1999—2009 рр). Музикант, автор текстів та один з засновників дніпровського гурту «Пальто Sorry Бенд».

## Життєпис
Закінчив Придніпровську державну академію будівництва та архітектури. Інженер-будівельник, кандидат технічних наук. Живе і працює у Дніпрі.
Вірші і мала проза публікувалися в журналах «Воздух», «©оюз Писателей», «Черновик», «НАШ», «ШО», «Артикль», «Крещатик», «Homo Legens», «Двоеточие», альманахах «Девятый сфинкс» (м. Миколаїв), «СТЫХ» (м. Дніпро) та інші. 
Учасник літературних акцій: «Київські лаври» (Київ), «Літературний ґерць» (Дніпро), «Крик на лужайке» (Дніпро) та інші.
Учасник колективної збірки придніпровської поезії «Гімн очеретяних хлопчиків [Архівовано 9 червня 2016 у Wayback Machine.]», що об'єднала під однією обкладинкою вісьмох авторів з двох сусідніх міст: Запоріжжя (Олесь Барліг, Сана Праєдгарденссон, Юрій Ганошенко, Тетяна Скрипченко) і Дніпро (Станіслав Бєльський, Максим Бородін, Інна Завгородня, Андрій Селімов). Ця книга присвячена пам'яті двох письменників: Володимира Буряка та Влада Клена. Збірка вийшла у 2011 році.
Перекладався італійською, німецькою, болгарською, литовською, естонською, англійською та польською мовами.
Учасник міжнародного фестивалю «Бієнале поетів» (2005), фестивалів «Київські лаври» (2006, 2007), «Харківська барикада» (2007).